# Szóró
A vadetetővel szemben a szóró elsősorban nem a vad gondozását szolgáló, hanem a vadászatot segítő berendezés. Célja a vaddisznó elejtésének biztosabbá tétele.
Eredetileg nem tartozott hozzá semmiféle szerkezet, csupán a vaddisznó lesvadászatára jól kiválasztott helyen lévő, 8–10 m átmérőjű tisztás volt, ahová rendszeresen tettek ki friss kukoricát, esetleg makkot, törkölyt. A jól elhelyezett szóró zavarástól mentes, a vaddisznók nappali tartózkodási helyéhez közeli, jó takarásban van – pl. sűrű fiatalos oldalában – és könnyen megközelíthető. A szóróhoz tartozó magasles az adott terület domborzata és faállománya által meghatározott uralkodó szélirányt figyelembe véve észrevétlenül megközelíthető, szórótól 30-50 méterre helyezkedik el.
A szórókra leginkább kukorica kerül, szemes, csöves vagy tört csöves formában. A takarmány kijuttatásra sok helyütt választják a lovas fogatot, amely mindig a délelőtt azonos időpontjában indul és a megadott útvonal szerint járja végig a szórókat. Ezt a vad megszokja, a kocsi még nem jár messze, mikor a vaddisznók – vagy bármely másik nagyvadfaj egyedei – bátran kiváltanak a szóróra.
Annak érdekében, hogy az óvatosabb, így később érkező állatok is takarmányhoz jussanak, önetető alkalmazható. Ennek számos formája ismert, egy jól bevált megoldás a gumiszóró.
Az emberi és állati munkaerő tehermentesítésére elérhetők automata szóróberendezések is, melyek változatos elveken oldják meg feladatukat. Legtöbbjük valamilyen óraszerkezettel működik, néhányuk az utánömlő kukorica tömegének bizonyos határánál lép működésbe. Készülhetnek háromlábú állványra vagy faágra csigával felhúzható, masszív lábakon álló, hordó alakú változatban, de lehetnek földön álló fém ládák is, melyekből egy kar veti a kukoricát akár 6-8 méterre. A legmodernebb változatok programozható, elektronikus vezérléssel és napelemes akkumulátortöltővel felszereltek.